# Alain Génestier
Alain Génestier (* vermutlich 1948) ist ein ehemaliger französischer Rallye-Raid-Fahrer, der 1979 auf einem Range Rover V8 die Autowertung der ersten Ausgabe der Rallye Paris-Dakar gewann. Im Gesamtklassement erreichte er zusammen mit Co-Pilot Joseph Terbiaut und Mechaniker Jean Lemordant den vierten Platz.
Génestier lebte zu dieser Zeit in der Elfenbeinküste, wo er Bauleiter bei einer staatlichen Firma war und sich mit der Elektrifizierung der Dörfer und dem Bau von Kraftwerken und Wasseraufbereitungsanlagen beschäftigte. Durch diese Tätigkeit legte er jährlich rund 90.000 Kilometer auf westafrikanischen Pisten zurück, und so entwickelte sich seine Leidenschaft für den Rallyesport.
Bereits 1975–76 hatte der Amateurfahrer auf einem Peugeot 504 an der ersten Rallye Côte d’Ivoire-Côte d’Azur (auch als Abidjan-Nizza-Rallye bekannt) teilgenommen. 1976 startete er zusammen mit Jean Lemordant auf einem Datsun 240 Z an der 8. Rallye Bandama, belegte von den acht Teams, welche das Ziel erreichten, jedoch nur den letzten Platz.
Génestiers Teilnahme an der ersten Dakar-Rallye blieb auch seine einzige, da es ihm nicht gelang, Sponsoren für sich zu gewinnen. Dies lag unter anderem daran, dass es bei dieser Rallye noch keine separaten Wertungen für die verschiedenen Fahrzeugkategorien gab und er erst im Nachhinein als Sieger der Auto-Kategorie gelistet wurde. Offiziell erreichte er jedoch keinen Podestplatz. Des Weiteren berichteten die französischen Medien bevorzugt über die Gebrüder Marreau, die zwar hinter Génestier nur den fünften Platz belegten, dies jedoch mit einem französischen Fabrikat, einem Renault 4L Sinpar, und dadurch Werbung in Zeitungen verkaufen konnten.
1986 kehrte Génestier nach Frankreich zurück, wo er lange Jahre ein Altersheim leitete. Heute lebt er im Ruhestand in Bordeaux.